# Catharsis (album, Elis)
Catharsis je čtvrté album od lichtenštejnské gothic metalové kapely Elis.

## Seznam skladeb
1. Core of Life - 4:08
2. Twinkling Shadow - 4:25
3. Warrior's Tale - 6:05
4. Des Lebens Traum - Des Traumes Leben - 4:06
5. I Come Undone - 4:25
6. Firefly - 4:25
7. Morning Star - 4:17
8. Das kleine Ungeheuer - 3:53
9. Mother's Fire - 4:02
10. Rainbow - 4:10
11. The Dark Bridge - 4:57
12. Ghost of the Past (Bonus Track) - 5:29
13. No Hero (Bonus Track) - 3:20